# Bleue-Maison Military Cemetery
Bleue-Maison Military Cemetery is een Britse militaire begraafplaats met gesneuvelden uit de Eerste Wereldoorlog, gelegen nabij het gehucht Bleue Maison in het Franse dorp Éperlecques (departement Pas-de-Calais). De begraafplaats werd ontworpen door Arthur Hutton en wordt onderhouden door de Commonwealth War Graves Commission. Het terrein heeft een nagenoeg rechthoekig grondplan met een oppervlakte van 280 m² en wordt omsloten door een natuurstenen muur. Centraal staat het Cross of Sacrifice. 
Er liggen 60 graven uit de Eerste Wereldoorlog en 1 niet geïdentificeerde uit de Tweede Wereldoorlog.

## Geschiedenis
De begraafplaats werd aangelegd in het voorjaar van 1918 en werd de volgende maanden vooral gebruikt door de vier hulpposten (Casualty Clearing Station) die in Waten waren gevestigd. Na wapenstilstand werden hier nog graven overgebracht uit de kerkhoven van Mardijk en Oye-Plage. Drie Amerikaanse graven werden naar elders overgebracht.
Er liggen 60 Britten en 1 Canadees begraven.

## Onderscheiden militairen
- Ronald Newton Caws, kapitein bij het Gloucestershire Regiment werd onderscheiden met het Military Cross (MC).
- Evan Richards, geleider bij het Royal Army Service Corps werd onderscheiden met de Meritorious Service Medal (MSM).